# Chrysochalcissa afra
Chrysochalcissa afra är en stekelart som beskrevs av Boucek 1978. Chrysochalcissa afra ingår i släktet Chrysochalcissa och familjen gallglanssteklar.
Artens utbredningsområde är:
- Nigeria.
- Uganda.

Inga underarter finns listade i Catalogue of Life.